# Nefele (matka Helle)
Nefele (Chmura; gr. Νεφέλη Nephélē, łac. Nebula, Nubes ‘obłok’, ‘mgła’, ‘chmura’) – w mitologii greckiej królowa Orchomenosu w Beocji.
Przypuszczalnie uchodziła za córkę tytana Okeanosa i tytanidy Tetydy oraz za jedną z nimf (bogiń) chmur. Była pierwszą żoną króla Atamasa. Ze swoim mężem miała syna Fryksosa i córkę Helle.
Atamas porzucił ją i poślubił Ino. Według innej wersji Atamas ożenił się z Ino po śmierci Nefele. Ino nienawidziła Fryksosa i Helle i uknuła intrygę, aby ich zgładzić. Udało im się zbiec na zesłanym przez Nefele baranie o złotym runie. Helle spadła do morza i utonęła (Hellespont), ale Fryksos dotarł do Kolchidy.